# Liu Dan
Liu Dan (刘丹S, Liú DānP; Shenyang, 24 aprile 1987) è un'ex cestista cinese.

## Carriera
Con la Cina ha disputato i Giochi olimpici di Pechino 2008 e due edizioni dei Campionati del mondo (2006, 2010).